# 解放大道 (武汉市)
解放大道，舊稱「中正路」，1949年5月改為現有名稱，是中国湖北省武汉市纵贯汉口市区的大道，跨硚口区、江汉区和江岸区，西接汉宜公路，东到堤角工业区，长达25公里，宽60米，曾经是武汉市最长的一条主干道。
解放大道与东南侧的中山大道、沿江大道-沿河大道，及西北侧的建设大道等平行。中间与硚口路、航空路、青年大道、利济北路、武胜路、新华路、江汉路、黄石路、台北路、香港路、大智路、球场路、三阳路、澳门路、解放公园路、黄浦路、二七路等多条街道相交。
解放大道的形成比中山大道、沿江大道要晚，1920年代还只是平汉铁路外侧的荒凉地段。自华商跑马场（今华中科技大学同济医学院）通往江汉路有一土路，名为西满路，1929年以后改为碎石路，中间部分加铺沥青，名为中正路，陆续迁来或兴建中山公園、协和医院。1950年代到1970年代间，自宗关水厂到黄浦路的解放大道中段逐步建成宽60米的干道，建造中苏友好宫（今武汉国际会展中心）等建筑。同时向上下两端延伸。

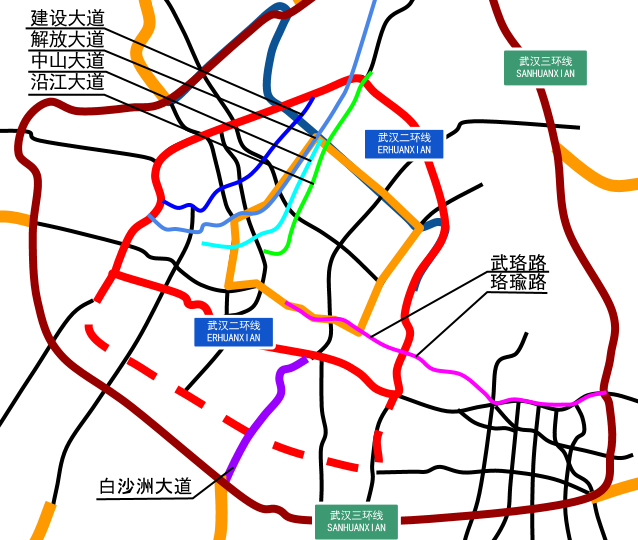
解放大道在武汉路网中的位置

## 沿途建築
- 武漢K11
- 武漢新世界中心
- 中山公園
- 武漢國際廣場
- 武汉国际会展中心